# E-Venture
Unter einem E-Venture wird ein gegründetes und damit junges Unternehmen (Start-up) im E-Business verstanden. Das E-Venture ist damit das Resultat einer Unternehmensgründung in der Net Economy. Erste Aufmerksamkeit wurde diesen Unternehmen ungefähr 1993 mit der Popularisierung und Kommerzialisierung des Internets zuteil.

## Bausteine eines E-Ventures
Die Erfolgsfaktoren bei Unternehmensgründungen im E-Business orientieren sich an den allgemeinen Merkmalen junger Unternehmen. Zu diesen Eigenschaften zählen u. a. die kurze Existenz, eine dynamische Umwelt, die Ressourcenknappheit, hohe Aufbauinvestitionen in immaterielle Vermögensgegenstände sowie häufig negative Cashflows bzw. keine Gewinne und ein starker Bezug auf die zukünftige Positionierung. Ferner existiert bezüglich des Einsatzes von Internet-Technologien (z. B. Nutzung des elektronischen Einkaufs) eine hohe Unsicherheit über den Umfang und das zeitliche Eintreten einer Akzeptanz auf der Kundenseite. Basierend auf diesen Rahmenbedingungen können verschiedene Bausteine einer erfolgreichen Unternehmensgründung (Erfolgsfaktoren) abgeleitet werden, welche den Start-up-Merkmalen Rechnung tragen. Zu diesen Bausteinen zählen die Kernaspekte Management, Produkt, Finanzen, Marktzugang und Prozesse, die in den unterschiedlichen Phasen der Gründung wechselnde Gewichtung haben können. Hinsichtlich der Relevanz der Bausteine/Erfolgsfaktoren können jedoch zwei Phasen unterstellt werden, zum einen die Phase der Konzeption und zum anderen die Phase der eigentlichen Umsetzung der Geschäftsidee.

### Management
Hier stehen die Gründerpersonen im Mittelpunkt, welche durch ihre Persönlichkeit und Motivation stark die Aktivitäten eines E-Ventures bestimmen. In Studien wurde in diesem Zusammenhang bspw. der Einfluss von technischen, sozialen und methodischen Fähigkeiten der Gründer auf eine erfolgreiche Umsetzung der Aktivitäten innerhalb einer Unternehmensgründung bestätigt. Ebenso verhält es sich bei der Motivation des Gründers oder des Gründerteams. Hohe Belastungsgrenzen, Erfolgsdruck, Selbstvertrauen und Risikobewusstsein prägen ebenso die Handlungen einer nachhaltigen Konzeptions- und späteren Umsetzungsphase. Während in den ersten Entwicklungsphasen eines neuen Unternehmens Kreativität auf der einen und analytisch-konzeptionelles Denken auf der anderen Seite dominieren, zählen beim Aufbau eines E-Ventures zunehmend Branchenerfahrung, Wissen um Zusammenhänge in der Net Economy und echte Erfahrungen im operativen Management. Diese Kombination in einem Gründerteam ist selten. Gründer dürfen hier nicht scheuen, frühzeitig erfahrene Manager einzubinden. Ferner spielen die Kommunikationskompetenz und die Führungsfähigkeit eine besondere Rolle.

### Produkt
Dieser Baustein betrifft die Leistungs- bzw. Angebotskonfiguration eines E-Ventures. Dabei muss das elektronische Produkt- bzw. Dienstleistungsangebot spezifiziert und hinsichtlich des Kundennutzens kommuniziert werden. Im Mittelpunkt steht sodann die Frage, ob der Kunde die elektronische Leistung des E-Ventures auf Basis der Informationstechnologie überhaupt nachfragt und ob auch eine Zahlungsbereitschaft vorhanden ist. Ziel ist es ferner, über die Outputleistung mit einer elektronischen Wertschöpfung einen Mehrwert für den Kunden bzw. ein Alleinstellungsmerkmal gegenüber der Konkurrenz am Markt zu erzielen.

### Prozesse
Hier geht es insbesondere darum, das kritische Stadium informeller und unkontrollierter Aktivitäten innerhalb eines jungen Unternehmens frühzeitig zu verlassen. Dies gilt vor allem für die Arbeits-, Finanz- und Organisationsprozesse als solides operatives Fundament eines jeden Unternehmens. Dies bedeutet im Kern, dass Kernprozesse des Unternehmens stabil etabliert werden und mit der Aufbauorganisation harmonisieren sollen. Ferner geht es in diesem Zusammenhang auch darum, nicht zu viele Aktivitäten gleichzeitig zu initiieren, da ansonsten die Gefahr besteht, dass einige nur mangelhaft bearbeitet werden. Ein sinnvolles Projekt- und Prozessmanagement ist daher notwendig.

### Marktzugang
Dieser Baustein im E-Venture bedeutet nicht nur den Markteintritt zu gewährleisten und ein Produkt bzw. Marke zu etablieren, sondern vor allem die Kunden zu erreichen und deren Bedürfnisse zu befriedigen. Basis hierfür ist zunächst die Entwicklung einer marktgerechten Preis-, Produkt- und Kommunikationspolitik. Dies erfordert Flexibilität in der Nutzung unterschiedlicher Varianten der Produkt- und Servicegestaltung. Über die Realisierung eines dauerhaften Kundenzugangs bestimmt sich dann der Erfolg der Distributionspolitik.

### Finanzierung
Hier kommt es darauf an, die Aktivitäten über den Liquiditätsaspekt sicherzustellen. Dabei sind zwei wesentliche Gesichtspunkte bedeutsam: Zum einen bedarf es gerade in der Anfangszeit hoher Investitionen in die Technologie und in den Unternehmensaufbau, die zum anderen jedoch den Free-Cash-Flow nicht zu stark negativ beeinflussen dürfen. Die Finanzierungs- und Liquiditätsplanung ist oftmals eine wesentliche Schwachstelle einer Vielzahl von Unternehmen in der Net Economy. Die kontinuierlich aktualisierte Finanzplanung sollte jederzeit sowohl eine realistische Einschätzung des Unternehmens ermöglichen als auch den tatsächlichen Finanzierungsbedarf aufzeigen.